# Песчанка (приток Воронежа)
Песчанка — река в Воронежской области России. Левый приток реки Воронеж.
Ранее река брала начало близ села Софьино Новоусманского района. Тогда длина реки составляла 18 км, а площадь водосборного бассейна — 131 км². Под влиянием антропогенного фактора длина реки сократилась и в настоящее время составляет не более 4 км. Русло в верхнем течении пересохло и ныне является логом. На конец XX — начало XXI века река берёт начало вблизи транспортной развязки на улице Ильюшина.
Берёт начало в Левобережном районе города Воронежа. Устье реки находится в 18 км от устья реки Воронеж близ Воронежской ГРЭС. Через реку перекинуто несколько автомобильных и железнодорожных мостов.
Вдоль реки расположены памятники эпохи поздней бронзы.

## Данные водного реестра
По данным государственного водного реестра России относится к Донскому бассейновому округу, водохозяйственный участок реки — Воронеж от города Липецк до Воронежского гидроузла, речной подбассейн реки — бассейны притоков Дона до впадения Хопра. Речной бассейн реки — Дон (российская часть бассейна).
Код объекта в государственном водном реестре — 05010100612107000003326.